# Dictyoglomus thermophilum
Espèce
Dictyoglomus thermophilum est une espèce de bacilles Gram négatifs du genre Dictyoglomus dont il est l'espèce type.

## Caractéristiques
Cet organisme est extrêmement thermophile, ce qui signifie qu'elle se nourrit à des températures extrêmement élevées. Il est chimioorganohétérotrophe, c'est-à-dire qu'il tire l'énergie du métabolisme des molécules organiques, ce qui le classe comme une bactérie anaérobie. Cet organisme est intéressant car il développe une enzyme, la xylanase, qui digère le xylane, un hétéropolymère des sucres xylose. Par prétraitement à la pâte de bois avec cette enzyme, les fabricants de papier peuvent atteindre des niveaux comparables de blancheur avec beaucoup moins d'eau de Javel.